# Chim thiên đường quạ đen
Chim thiên đường quạ đen (tên khoa học: Lycocorax pyrrhopterus), còn được biết đến với các tên khác như quạ nhung đen, là một loài thuộc chi độc loài Lycocorax của họ chim thiên đường (Paradisaeidae), vẻ ngoài trông giống như quạ. Cơ thể có kích thước trung bình (dài khoảng 34 cm); toàn thân phủ một bộ lông đen tuyền, mềm và mượt; mỏ đen, mắt đỏ thắm có ánh xanh rất nhẹ và có tiếng kêu làm người ta liên tưởng đến tiếng chó sủa. Ở cả hai giới gần như không khác biệt vẻ ngoài (đồng hình giới tính). Con mái thì hơi nhỏ hơn con trống.
Đây là một trong số ít loài chim thiên đường chỉ ghép đôi một lần trong đời sống, là loài đặc hữu hẹp trên quần đảo Maluku, Indonesia. Thức ăn chủ yếu bao gồm trái cây và động vật chân khớp (như nhện, bọ, rết...). Có ba phân loài đã được ghi nhận, chúng không có hoặc có rất ít vạch trắng phía trong các lông bay.
Trong môi trường tự nhiên, chim thiên đường quạ đen được xếp loại Ít quan tâm (không gặp nguy hiểm trong môi trường tự nhiên) trong Sách đỏ IUCN về các loài bị đe dọa; nó được xếp trong Phụ lục II của CITES.